# Youm El-Ethneen
Pour les articles homonymes, voir Youm.
Pour plus de détails, voir Fiche technique et Distribution.
Youm El-Ethneen est un court métrage égyptien réalisé en 2005.

## Synopsis
Une histoire d’amour et de quotidienneté. Un quelconque lundi se révélera spécial dans la vie d'un couple marié. Ils se découvriront de nouveau grâce à un changement dans leur routine.

## Fiche technique
- Réalisation : Tamer El Said (en)
- Production : Tamer El-Said
- Scénario : Tamer El-Said
- Image : Ibrahim El-Batout
- Son : Tamer El-Said
- Musique : Farid Al-Atrash
- Montage : Tamer El-Said
- Interprètes : Hanan Youssef, Boutros Ghali

## Diffusion
- Aspen Short Film Festival, EE.UU, 2005
- Zurich Arab Cinema Film Festival, 2005
- Fifth Rotterdam Arab Film Festival, 2005
- Sakya Festival for Short Feature Films, 2005
- Eleventh National Film Festival for the Egyptian Cinema, Cairo, 2005